# 131
131（一百三十一）是130與132之間的自然數。

## 在數學中
- 第32個質數。前一個為127、下一個為137。
  - 索菲熱爾曼質數
  - 高斯質數之一。
- 第100個虧數，真因數和為1，虧度為130。前一個為130。
- 第90個不尋常數，大於平方根的質因數為131。前一個為130、下一個為133。
- 第81個無平方數因數的數。前一個為130、下一個為133。
- 第56個十进制的等數位數。前一個為129、下一個為133。
- 迴文數